# K. Leimer
K. Leimer, pseudonimo di Kerry Leimer (Winnipeg, ...), è un musicista e compositore canadese naturalizzato statunitense, pioniere della musica d'ambiente.

## Biografia
È nato a Winnipeg, nel Manitoba, e si è trasferito con la famiglia a Chicago durante la sua infanzia. Nel 1967 andò a vivere a Seattle, e iniziò a comporre musica sperimentale con strumenti musicali economici e nastri magnetici. Dopo aver pubblicato le primissime uscite per la Anode Productions, K. Leimer fondò, nel 1979, l'etichetta Palace of Lights assieme alla moglie Dorothy Cross. Nello stesso periodo fondò i Savant, un collettivo avant-funk. Dopo una pausa durata dal 1983 fino al 2002, K. Leimer tornò a pubblicare nuova musica e ristampò i suoi vecchi album. Durante gli anni 2010, l'etichetta indipendente RVNG Intl pubblicò altre ristampe dei dischi dell'artista canadese.

## Discografia

### Da solista

#### Album in studio
- 1979 – Fiction/Decade
- 1980 – Closed System Potentials
- 1982 – Land of Look Behind
- 1983 – Imposed Order
- 1983 – Music for Land Abd Water
- 2002 – The Listening Room
- 2002 – Brittle Soft
- 2004 – Statistical Truth
- 2007 – Lesser Epitomes
- 2007 – The Useless Lesson
- 2010 – Degraded Certainties
- 2012 – Permissions
- 2014 – Premap
- 2015 – Aural Films
- 2015 – The Grey Catalog
- 2015 – Field Characteristics
- 2016 – Re-enact
- 2017 – FTS001
- 2017 – Dual Mono
- 2018 – Mitteltöner
- 2018 – Threnody

#### Singoli ed extended play
- 1979 – Fiction/Decade
- 2019 – Three Adaptations

#### Album compilation
- 2014 – A Period of Review
- 2015 – Recordings 1977-80

### Nei gruppi

#### Con i Savant

##### Album in studio
- 1983 – The Neo-Realist (At Risk)

##### Singoli ed extended play
- 1981 – Stationary Dance/Sensible Music

##### Album compilation
- 2015 – Artificial Dance

#### Con i Three Point Circle

##### Album in studio
- 2020 – Three Point Circle
- 2021 – Proximity Effects